# Charles Pozzi
Pour les articles homonymes, voir Pozzi.

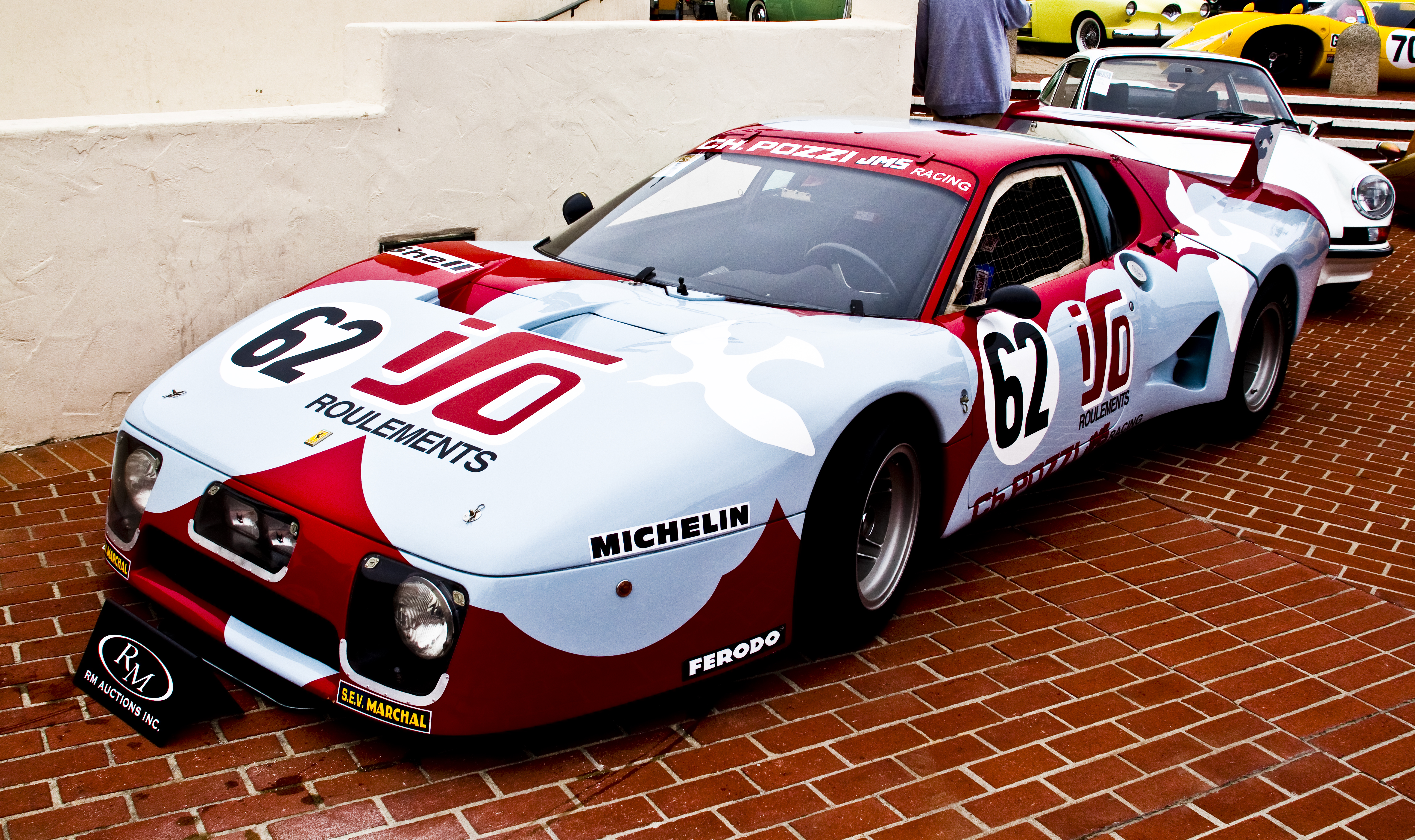
Ferrari Berlinetta Boxer Competizione Charles Pozzi Racing.

Charles Pozzi, de son vrai nom Carlo Alberto Pozzi, né le 27 août 1909 à Paris et mort le 28 février 2001 à Levallois-Perret, Hauts-de-Seine, France, est un pilote automobile français et propriétaire de l'écurie de course Charles Pozzi . Par la suite, il troque son costume de pilote automobile pour celui d'homme d'affaires dans le domaine automobile, étant entre autres le concessionnaire, et distributeur de la marque Ferrari.

## Principaux résultats du pilote automobile
| Catégorie  | Date           | Épreuve                                 | Écurie                     | Auto                       | Position |
| ---------- | -------------- | --------------------------------------- | -------------------------- | -------------------------- | -------- |
| Réglt. A-G | avril 1946     | 5e Grand Prix de Nice                   | Écurie France              | Delahaye 135S              | 8        |
| Réglt. A-G | mai 1946       | 1er Grand Prix du Forez                 | Écurie France              | Delahaye 135CS             | 7        |
| Réglt. A-G | juin 1946      | 1re Coupe René Le Bègue                 | Écurie France              | Delahaye 135CS             | 11       |
| Réglt. A-G | juillet 1946   | 2d Grand Prix de Bourgogne - Dijon      | Écurie France              | Delahaye 135CS             | 4        |
| Réglt. A-G | juillet 1946   | 1er Prix des 24 heures du Mans - Nantes | Écurie France              | Delahaye 135CS             | 5        |
| Réglt. A-G | août 1946      | 1er Circuit des Trois Villes - Roubaix  | Écurie France              | Delahaye 135CS             | 7        |
| Réglt. A-G | février 1947   | Grand Prix de Stockholm                 | Écurie France              | Delahaye 135CS             | 5        |
| Réglt. A-G | juin 1947      | 3e Grand Prix de Nimes                  | Écurie France              | Delahaye 135CS             | 5        |
| Réglt. A-G | juillet 1947   | 16e Grand Prix de la Marne - Reims      | Écurie France              | Delahaye 135CS             | 7        |
| Formule 2  | juillet 1947   | 9e Grand Prix d'Albi                    | Privé                      | Delahaye 135CS             | 3        |
| Réglt. A-G | juillet 1947   | 1er Grand Prix de la Ville de Nice      | Privé                      | Delahaye 135CS             | 5        |
| Réglt. A-G | août 1947      | 2d Grand Prix d'Alsace                  | Privé                      | Talbot-Lago T150C Spéciale | 5        |
| Réglt. A-G | septembre 1947 | 18e Gran Premio d'Italia                | Privé                      | Delahaye 135CS             | 7        |
| Réglt. A-G | septembre 1947 | 34e Grand Prix de l'ACF                 | Privé                      | Delahaye 135CS             | 5        |
| Réglt. A-G | novembre 1947  | 4e Coupe du Salon                       | Privé                      | Delahaye 135CS             | 3        |
| Réglt. A-G | mars 1948      | 8e Grand Prix automobile de Pau         | Privé                      | Talbot-Lago T150C          | 4        |
| Réglt. A-G | mai 1948       | 2d Grand Prix de Paris                  | Privé                      | Delahaye 135S              | 11       |
| Réglt. A-G | juillet 1948   | 8e Grand Prix de Suisse                 | Privé                      | Talbot-Lago T26SS          | 7        |
| Réglt. A-G | juil.-1948     | 35e Grand Prix de l'ACF                 | Privé                      | Talbot-Lago T26SS          | 10       |
| Réglt. A-G | août 1949      | 36e Grand Prix de l'ACF                 | Privé                      | Delahaye 135CS             | 1        |
| Réglt. A-G | octobre 1949   | 6e Coupe du Salon                       | Privé                      | Delahaye 135CS             | 4        |
| Formule 1  | juillet 1950   | 37e Grand Prix de l'ACF                 | Écurie Charles Pozzi       | Talbot-Lago T26C           | 6        |
| Endurance  | juin 1953      | 21e Grand Prix des 24 heures du Mans    | Automobiles Talbot Darracq | Talbot-Lago T26GS          | 8        |

Note: Grand Prix de L'ACF résultat obtenu en partageant le volant avec Louis Rosier
- 1947, participe aux:
  - Grand Prix de Pau,
  - Grand Prix Automobile de Marseille,
  - Circuit automobile des remparts d'Angoulême,
  - Circuit automobile de Comminges à Saint Gaudens,
  - Grand Prix automobile de Nîmes.
- 1948, participe au Grand Prix des Nations - Genève,
- 1949, participe au Grand Prix automobile de Pau,
- 1952, gagne les 12 Heures de Casablanca[3],
- 1953, gagne 
  - la première place des 12 Heures de Hyères en catégorie 2l[4] et 3e place au classement général,
  - la seconde place des 12 Heures de Reims en catégorie 2l et 6e place au classement général. Pour ces deux épreuves il court sur la Ferrari 166MM Berlinetta Vignale qui appartient à son coéquipier François Picard.
  - la troisième place aux 12 Heures d'Agadir sur une Lancia Aurelia
- 1954, termine :
  - les 12 heures de Hyères en 2e position avec une Ferrari 500 Mondial[5],
  - les 12 heures de Reims en 9e position avec la même voiture.
  - la Course de côte de Planfoy.

## Résultats aux 24 heures du Mans
| Année | Écurie                    | Voiture           | Équipier       | Place       |
| ----- | ------------------------- | ----------------- | -------------- | ----------- |
| 1949  | Charles Pozzi             | Delahaye 175CS    | Eugène Chaboud | Abandon     |
| 1950  | Écurie Lutetia            | Delahaye 175S     | Pierre Flahaut | Disqualifié |
| 1952  | Eugène Chaboud            | Talbot Lago T26   | Eugène Chaboud | Abandon     |
| 1953  | Automobiles Talbot-Darraq | Talbot-Lago T26GS | Pierre Levegh  | 8e          |